# ایدنتیکا
آیدنتیکا (به انگلیسی: Identi.ca) یک شبکه اجتماعی و میکروبلاگینگ آزاد است. این سرویس مبتنی بر نرم‌افزار استتوس نت است.